# Steen Olsen
Steen Lerche Olsen (Copenhaguen, 17 de juny de 1886 – Copenhaguen, 5 de maig de 1960) va ser un gimnasta artístic danès que va competir a començaments del segle xx.
El 1912 va prendre part en els Jocs Olímpics d'Estocolm, on va guanyar la medalla de bronze en el Concurs per equips, sistema lliure del programa de gimnàstica. Un cop finalitzada la Primera Guerra Mundial, el 1920, va disputar els Jocs d'Anvers on guanyà la medalla d'or en el concurs per equips, sistema lliure.